# 米爾山 (葛拉漢地)
米爾山（英語：Mount Mill），是南極洲的山峰，位於葛拉漢地西岸，處於鮑爾奇山以西4公里的瓦丁頓灣東北岸，海拔高度735米，由比利時探險隊發現，現時由南極條約體系管理。